# Parti démocrate unifié (Îles Salomon)
Pour les articles homonymes, voir Parti démocrate unifié.
Le Parti démocrate unifié (en anglais :  United Democratic Party abrégé UDP) est un parti politique salomonais.

## Résultats électoraux

### Élections législatives
| Année | Voix   | %     | Élus   | Rang |
| ----- | ------ | ----- | ------ | ---- |
| 2014  | 27 550 | 10,72 | 5 / 50 | 1re  |
| 2019  | 25 295 | 8,17  | 4 / 50 | 4e   |